# Сертен
Сертен (фр. Certines) је насељено место у Француској у региону Рона-Алпи, у департману Ен (Рона-Алпи).
По подацима из 2011. године у општини је живело 1447 становника, а густина насељености је износила 90,89 становника/km².

## Демографија
| 1962. | 1968. | 1975. | 1982. | 1990. | 2011. |
| ----- | ----- | ----- | ----- | ----- | ----- |
| 397   | 429   | 491   | 675   | 916   | 1.447 |